# The Henry Stickmin Collection
The Henry Stickmin Collection (с англ. — «Коллекция Генри Стикмина») — компьютерная игра в жанре квеста, созданная американским разработчиком Маркусом Бромандером, также известным под псевдонимом PuffballsUnited, и выпущенная компанией InnerSloth 7 августа 2020 года. Режим управления в игре — point-and-click. Данная игра является сборником ремейков ранее выходивших Flash-игр о персонаже Генри Стикмине, которые публиковались на сайте Newgrounds.

## Игровой процесс

Игровой процесс The Henry Stickmin Collection (эпизод — Stealing the Diamond): игрок должен выбрать один из предметов, которыми Генри воспользуется для того или иного случая

В каждой из сюжетных линий игрок должен выбрать один из вариантов ответа, чтобы помочь главному герою Генри Стикмину решить какую-либо ситуацию. В каждом из эпизодов (которые раньше были отдельными Flash-играми) игроку предоставляется выбор: он может выбрать тот или иной предмет или ход (какое действие совершить, в каком направлении идти), который так или иначе повлияет на дальнейшую судьбу главного героя: либо он добивается успеха в определённой области или становится бизнесменом, либо продолжает свой преступный путь (в нескольких эпизодах у главного героя есть помощники).

## Сюжет
Игра включает в себя шесть сюжетных линий, объединяющих историю искусного вора Генри Стикмина.
В начале он безуспешно пытается попасть в местный банк, забравшись в мешок, для того чтобы ограбить его. В результате он попадает в тюрьму, но позже освобождается из неё различными способами. Спустя некоторое время Генри смотрит по телевизору открытие выставки и загорается идеей украсть оттуда главный экспонат — огромный тунисский алмаз. После кражи алмаза из музея, Генри был похищен правительством. Проснувшись на борту вертолёта, его встречает капитан Хьюберт Гейлфорс, который высоко оценивает навыки персонажа как преступника. Правительству не удаётся уличить в преступлениях группировку воров, известную как клан Шляпок. Их не могут привлечь к уголовной ответственности и возбуждать против них судебные иски. Генри необходимо проникнуть на дирижабль бандитов, чтобы собрать доказательства. Гейлфорс обещает Генри, что предыдущие обвинения во всяческих кражах будут с него сняты в случае успешно выполненного задания. В одних случаях Генри удаётся помочь арестовать бандитов, а в других — нет.
Позднее Генри оказывается в тюремном комплексе «Стена», из которого сбегает сам несколькими способами или вместе с другой заключённой — Элли, с которой он сдруживается. Далее Стикмину, вместе с Элли и/или его напарником Чарльзом в операции по проникновению на дирижабль клана Шляпок, необходимо предотвратить запуск орбитальной станции клана или похитить всё имущество. В зависимости от действий игрока, концовки приводят к успешному выполнению миссии различными способами (уничтожением или модернизацией станции, прилётом её к «Стене», арестом членов клана Шляпок), и, иногда, включают в себя смерть некоторых персонажей. Несколько вариантов предлагают абсолютно противоположный ход истории — Генри и Элли присоединяются к клану Шляпок и предают правительство. В основном Генри попадает на острова, падает в море и, в итоге, живёт спокойной жизнью или задумывается о профессиональной карьере.

## История
Первые игры из серии Henry Stickmin были разработаны соучредителем компании InnerSloth Маркусом Бромандером (также известным как PuffballsUnited). Первоначально Маркус разрабатывал и выкладывал Flash-игры про Генри Стикмина на сайтах Newgrounds и Stickpage (игры были доступны до прекращения работы Flash Player). В итоге Puffballs сделал пять приключенческих игр point-and-click: Breaking the Bank, Escaping the Prison, Stealing the Diamond, Infiltrating the Airship и Fleeing the Complex. Сам The Henry Stickmin Collection является сборником, включающий в себя все пять Flash-игр, а также полностью оригинальную шестую игру, Completing the Mission, объединяющую серию воедино. Completing the Mission в 3 раза больше, чем Fleeing the Complex, и всего в нём 16 концовок и 164 провала. Сборник был выпущен в Steam 7 августа 2020 года и позднее вошел в пятёрку самых успешных релизов 2020 года.
Через несколько месяцев после выхода The Henry Stickmin Collection популярность обрела другая игра тех же разработчиков — Among Us. Создатели неоднократно делали отсылки на Генри. В середине ноября стало известно о новой карте в Among Us — Airship, которая представляла собой локацию с дирижаблем из одного из эпизодов The Henry Stickmin Collection — Infiltrating the Airship. Выход обновления состоялся 31 марта 2021 года.

## Отзывы
Джейкоб Кресвелл из CBR в своём рейтинге игр «золотой эпохи Flash» пишет, что «серия игр про Генри больше похожа на интерактивную анимацию, что делает её прекрасным отражением того, почему Flash был столь важной частью истории Интернета», а также назвал провалы «такими же увлекательными, как и победы». Омар Банат из Twinfinite назвал серию игр про Генри Стикмина «целой эпохой», а The Henry Stickmin Collection — возможностью «почувствовать её вкус». Харрисон Гоуленд из Power Spike Games считает, что результат соединения нескольких Flash-игр хорошо сохраняет их прежнюю эстетику, а также, что «юмор хорошо вписывается в тон игры, а новейшая часть остаётся верной стилю оригинала». Гоуленд отметил, что в The Henry Stickmin Collection есть множество отсылок на современную поп-культуру. Гари Свеби из The Koalition назвал пятый эпизод игры Fleeing the Complex одной из лучших браузерных игр, в которые он играл.